# Loreto (regio)
Loreto (Aymara en Quecha: Luritu) is de grootste regio van Peru, gelegen in het Amazonebekken in het noordoosten van het land. De regio heeft een oppervlakte van 368.852 km² en heeft 1.039.372 inwoners (2015). Loreto grenst in het noorden aan Ecuador en Colombia, in het oosten aan Brazilië, in het zuiden aan Ucayali en in het westen aan de regio's Amazonas en San Martín. De hoofdstad is Iquitos. Het is de thuisbasis van inheemse volkeren, zoals de Urarina. 

## Bestuurlijke indeling
De regio is verdeeld in acht provincies, die weer zijn onderverdeeld in 53 districten. Achter elke provincie wordt de hoofdplaats genoemd.
| Nr. | Provincie               | Inwoners | Oppervlakte | UBIGEO | Districten | Hoofdplaats              | Inwoners |
| --- | ----------------------- | -------- | ----------- | ------ | ---------- | ------------------------ | -------- |
| 1   | Alto Amazonas           | 161.265  | 18.839 km²  | 1602   | 6          | Yurimaguas               | 104.862  |
| 2   | Datem del Marañón       | 64.177   | 46.641 km²  | 1607   | 6          | San Lorenzo              | 17.062   |
| 3   | Loreto                  | 74.643   | 67.434 km²  | 1603   | 5          | Nauta                    | 34.702   |
| 4   | Mariscal Ramón Castilla | 61.310   | 37.065 km²  | 1604   | 4          | Caballococha             | 10.097   |
| 5   | Maynas                  | 563.804  | 75.070 km²  | 1601   | 11         | Iquitos                  | 475.970  |
| 6   | Putumayo                | 9.072    | 45.928 km²  | 1608   | 4          | San Antonio del Estrecho | 3.666    |
| 7   | Requena                 | 64.830   | 49.680 km²  | 1605   | 11         | Requena                  | 28.348   |
| 8   | Ucayali                 | 63.265   | 29.267 km²  | 1606   | 6          | Contamana                | 29.120   |

| Detailkaart |
| ----------- |
|             |
| Provincies  |